# Lago del Brugneto
Il lago del Brugneto è un lago artificiale situato nel parco naturale regionale dell'Antola nell'Alta Val Trebbia nei comuni dell'Appennino ligure di Torriglia, Propata e Rondanina ed è il più grande lago della Liguria.
Il lago è costituito un bacino artificiale costruito nel 1959 dall'allora Azienda Municipalizzata Gas e Acqua (oggi Iren) di Genova a sbarramento dell'omonimo torrente Brugneto affluente del fiume Trebbia. Si trova a 775.8 metri di altitudine sul livello del mare e, con una capienza massima di 25,13 milioni di metri cubi d'acqua, costituisce la principale riserva idrica della città di Genova e in parte di Piacenza (a uso irriguo, pesca e turistico).
La lunghezza del lago è di 3 km mentre la larghezza massima è di circa 200 m, il perimetro è di 13,5 km.

## Storia

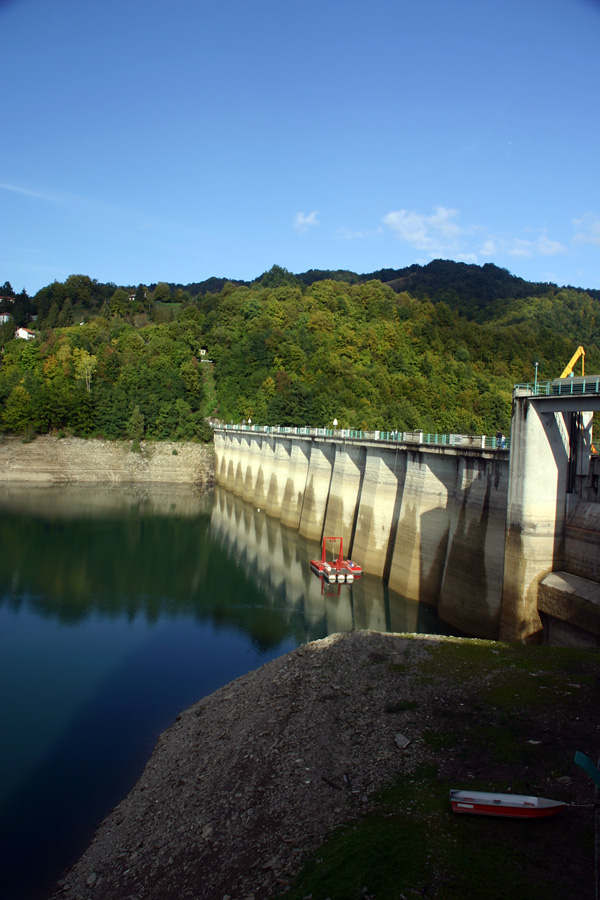
Lo sbarramento

Il lago venne creato nel 1959 per rispondere al crescente fabbisogno idrico della città di Genova. Tra i bacini naturali adatti, si scelse il bacino del Brugneto, che, interrompendo il corso dell'omonimo torrente, avrebbe dato alla Liguria il suo lago più grande, con una considerevole quantità d'acqua disponibile.

Nel luogo scelto però vi erano due borghi: Frinti, costituito da quindici case, e Mulini di Brugneto, costituito da due case. Gli abitanti dei due borghi non avevano intenzione di abbandonare le proprie abitazioni, ma furono costretti a farlo, poiché gli operai demolirono le costruzioni utilizzando delle mine.

## Acquedotto del Brugneto
Le acque raccolte dal bacino del lago per scopi idropotabili, idrici e idroeletrici, prima di raggiungere i limiti della città di Genova, dopo aver attraversato la centrale idroelettrica della diga, vengono immesse in una condotta forzata, un canale quasi tutto in galleria di 14 km.; dopo alcuni chilometri una derivazione consente di alimentare il lago di Val di Noci. Dopo l'utilizzo per scopi idroelettrici alla centrale idroelettrica di Canate (nei pressi di Canate di Marsiglia di Davagna), le acque, dopo aver inglobato anche le risorse idriche provenienti dal torrente Lavena, raggiungono l'impianto di potabilizzazione acque di Prato, parte terminale del complesso dell’acquedotto del Brugneto a cui si aggiungono anche le acque dell'ex Acquedotto storico di Genova del Bisagno (acquedotto Civico).

## Flora
Sui versanti del lago esposti a nord si sviluppano vaste faggete, che hanno via via invaso gli antichi castagneti, oggi abbandonati, mentre il sottobosco è caratterizzato da specie che meglio si sono adattate all'ambiente umido e ombroso quali il mirtillo, gli anemoni, le orchidee.
Sui versanti più soleggiati si sviluppa invece una vegetazione più varia, inframmezzata da zone coltivate e prati e dove l'albero predominante è il cerro, cui si accompagnano il frassino, il carpino bianco (raro nei dintorni) e il maggiociondolo con la sua tipica fioritura gialla. Qui il sottobosco è più ricco di specie quali la ginestra, la rosa canina e il corniolo. Lungo le rive del lago vi sono invece salici e qualche pioppo, che nei periodi di piena vengono in parte sommersi dall'acqua.

## Fauna

### Terrestre
La fauna è costituita da diversi mammiferi quali volpi, donnole, faine, ricci, tassi e cinghiali ed inoltre nella zona vive una numerosa colonia di daini, lupi appenninici e caprioli.

### Volatile
Fra gli uccelli sono presenti il gheppio, la poiana, la ghiandaia, il picchio del Brugneto e numerosi uccelli acquatici quali l'airone cinerino, la garzetta e il germano.

### Ittica
La fauna ittica che popola le acque del lago è formata da esemplari di trota, carpa, tinca, cavedano, persico sole, persico trota, carasso e pesci gatto, luccio, tartarughe acquatiche.

## Sentiero

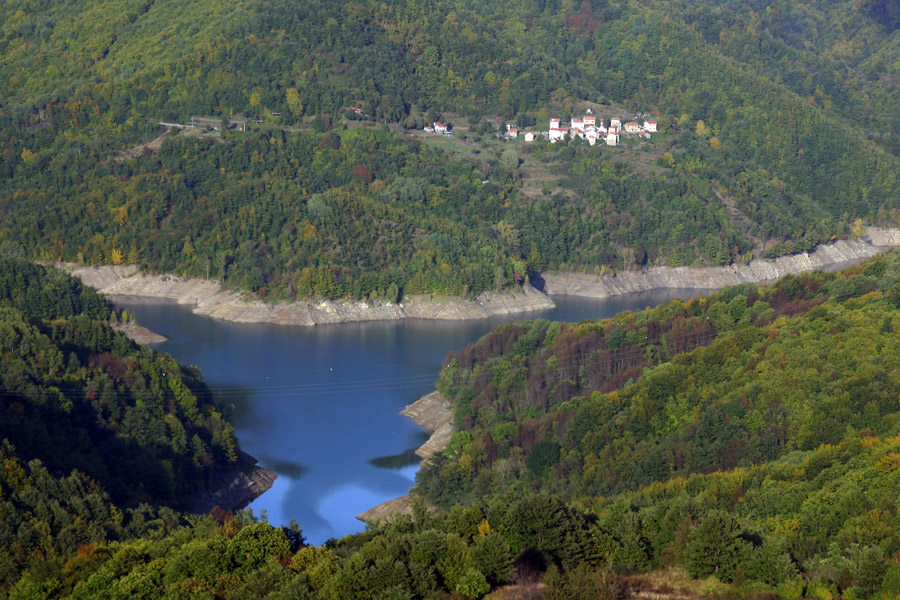
Panorama dall'alto sul lago

È possibile eseguire il giro completo di trekking del lago attraverso il Sentiero del Brugneto che a tratti segue la riva del lago e a tratti si addentra sui pendii sovrastanti.
Lungo il sentiero è ancora presente nei dintorni del lago qualche raro relitto di antica tradizione edificatoria come Le Case Celtiche, dal tetto di paglia delimitato da due pareti di pietra disposte a "gradoni".
Nelle vicinanze di Bavastri poi il sentiero utilizza parzialmente un tratto ancora ben conservato dell'antica via del sale, che da Recco attraverso Torriglia conduceva alla val Borbera, val Staffora, val Tidone, lungo i crinali del monte Carmo, monte Cavalmurone e monte Lesima.
Restano intatti lungo il percorso un antico mulino e due ponti in pietra che s'inarcano su un ruscello, incuneato in profondi pozzi scavati nel corso dei secoli. Sommersi dalle acque del lago non restano invece ormai che poche pietre delle fondamenta del villaggio dei Frinti e del ponte del Moro, del Molino e dell'Osteria camerale del Brugneto, sfondo delle scorribande dei banditi che durante il '600 popolavano queste zone.

## La leggenda del Brugneto

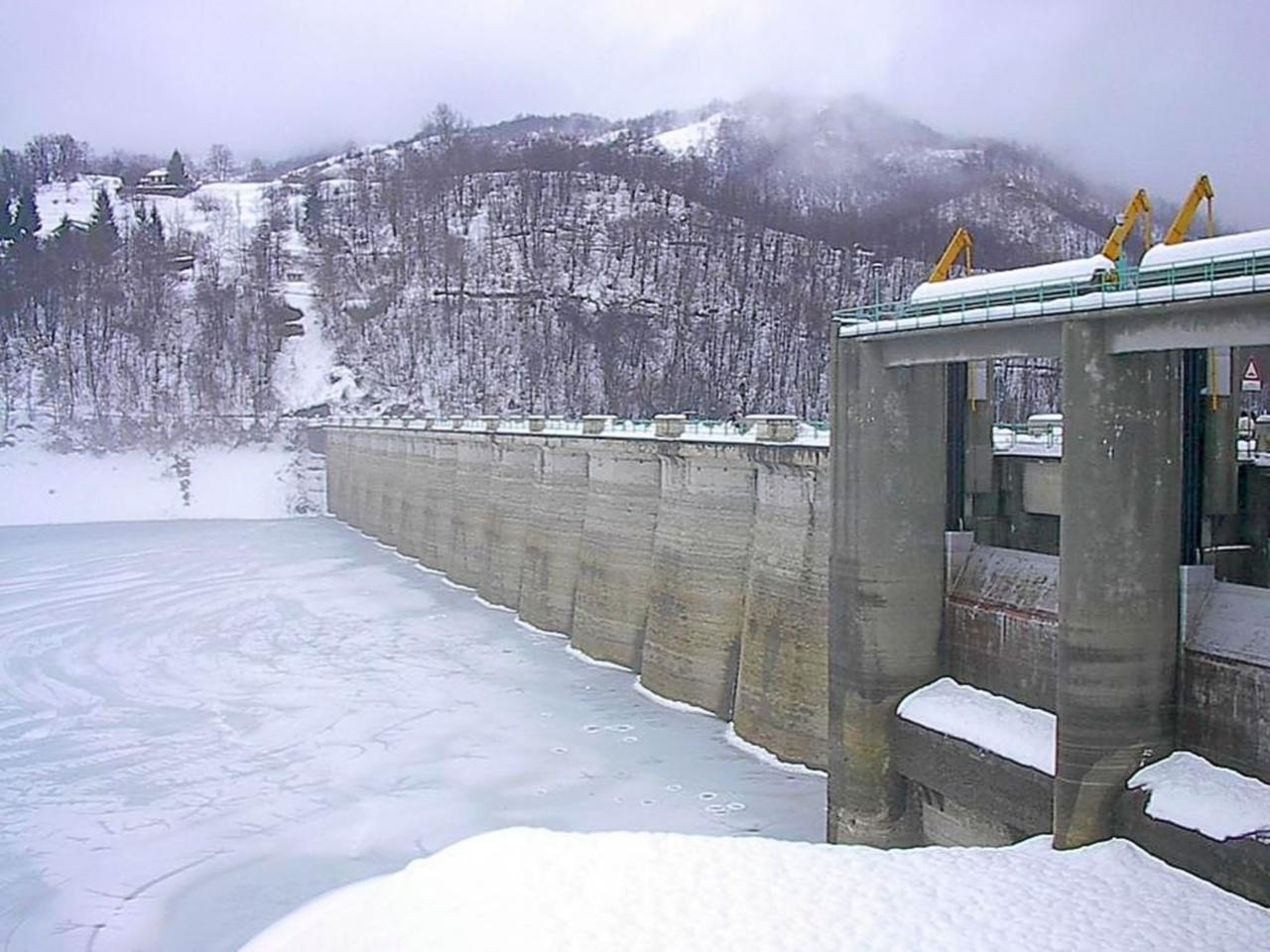
Il lago ghiacciato

Quando fu costruito l'invaso, le acque sommersero le due piccole frazioni di Frinti e Mulino, dando vita nel tempo a una leggenda metropolitana secondo cui nei periodi di siccità si vedrebbe affiorare dallo specchio d'acqua la punta del campanile della chiesa del borgo di Frinti. Benché questa circostanza sia destituita di ogni fondamento (come raccontano i vecchi abitanti di Frinti ancora in vita, nel borgo non è mai esistita nessuna chiesa), viene periodicamente ripresa da organi di stampa e nel 2004 persino alcuni sommozzatori perlustrarono a lungo il fondale, senza trovare traccia del campanile, sfatando così definitivamente la leggenda del Brugneto.